# Baron Basset of Drayton
Baron Basset of Drayton (auch Baron Basset de Drayton) war ein erblicher britischer Adelstitel in der Peerage of England.
Familiensitz der Barone war Drayton Hall bei Drayton Bassett in Staffordshire.

## Verleihung
Der Titel entstand erstmals während des Zweiten Kriegs der Barone als Barony by writ für Sir Ralph Basset, indem dieser am 24. Dezember 1264 durch Writ of Summons zu De Montfort’s Parliament einberufen wurde. Da der Titel in der Rebellion gegen den König entstand und der Baron 1265 bei Evesham im Kampf gegen die Königlichen fiel, wird diese Schaffung des Titels teils als nicht rechtswirksam angesehen – die Ordnungszahl der weiteren Barone verschiebt sich dann entsprechend.
Bassets gleichnamiger Sohn erlangte später die Gunst des Königs zurück und wurde am 23. Juni 1295 durch Writ of Summons zum königlichen Parlament einberufen. Spätestens dies konstituierte den Titel rechtswirksam. Seine Nachfolger als Baron waren sein Sohn und dessen Enkel, bei dessen Tod am 10. Mai 1390 der Titel in Abeyance fiel.

## Liste der Barone Basset of Drayton (1264/95)
- Ralph Basset, 1. Baron Basset of Drayton († 1265)
- Ralph Basset, 1./2. Baron Basset of Drayton († 1299)
- Ralph Basset, 2./3 Baron Basset of Drayton († 1343)
- Ralph Basset, 3./4. Baron Basset of Drayton (1335–1390) (Titel abeyant)